# Tabulatura

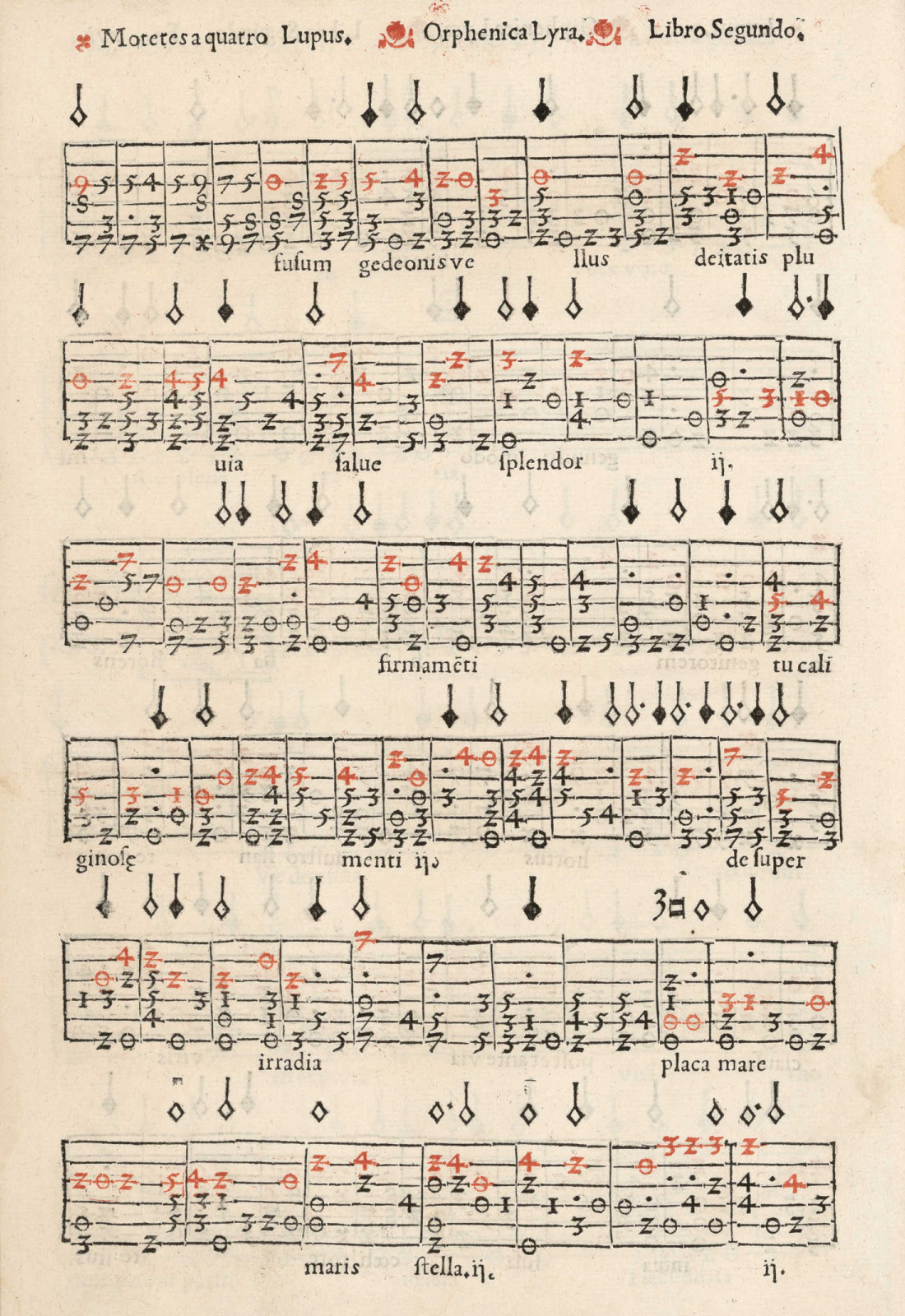
Exemple de tabulatura per a vihuela, del llibre "Orphenica Lyra" de Miguel de Fuenllana (1554). Les xifres en vermell (ja a l'original) senyalen la part vocal. Les sis línies indiquen les sis cordes de l'instrument i les xifres en negre, el trast que cal prémer en cada cas, seguint el ritme indicat a dalt.

La tabulatura és una forma notació musical que indica a l'intèrpret on ha de posar els dits i no pas les notes que ha d'interpretar, tal com succeeix en la notació musical habitual al pentagrama.
La tabulatura es va utilitzar, i s'ha seguit utilitzant, quasi només per als instruments de corda polsada, i per a alguns models de viola d'arc. Aquest és el cas de la guitarra, el llaüt, l'arxillaüt, la tiorba, la mandora, la vihuela així com altres instruments de la família, però també per a l'arpa i l'orgue (en aquests instruments no de forma generalitzada però sí en alguns països, seguint sistemes diferents a cada zona). Al segle xvii Pietro Milioni va editar un dels primers manuals per autoaprendre a tocar la guitarra on fa servir la aquesta notació.
Modernament es fa servir sovint la tabulatura en l'escriptura per a instruments de corda de la música folklòrica i popular, com ara la guitarra, el baix elèctric, l'ukelele, la mandolina, el charango, el banjo i altres, però també es poden trobar exemples de tabulatura per a instruments que no són de corda, com ara l'harmònica i l'ocarina).

## Tipus de tablatura
La tablatura de guitarra s'utilitza per a la guitarra acústica i elèctrica (normalment amb 6 cordes). La tablatura de guitarra modificada amb quatre cordes s'utilitza per al baix. La tablatura de guitarra i baix s'utilitza en les partitures de música pop, rock, folk i country, llibres falsos i cançoners, i també apareix en manuals i llocs web. La tablatura pot indicar-se com a notació única (com en el cas de la tablatura d'acords en cançoners que inclouen només lletres de cançons i acords), o, com en el cas de transcripcions de solos de guitarra, es poden proporcionar tablatura i notació estàndard. Les notes compostes amb tablatura de vegades s’anomenen "tablatures". El mateix estil de tablatura s'utilitza per a altres instruments de trastes, com el banjo, la mandolina i el ukulele.
La tablatura pot utilitzar diferents línies, fletxes i altres símbols per indicar diverses tècniques de legato, com els bends, els hammer-ons, els trills, els pull-offs, els slides, etc. A la part superior de la tablatura, es poden utilitzar símbols addicionals per indicar la durada de les notes.
La tablatura de guitarra no està normalitzada, i diferents editors de partitures adopten diferents convencions. Els reculls de cançons i les revistes de guitarra normalment inclouen una llegenda que explica la convenció utilitzada. La forma més comuna de tablatura de llaüt utilitza el mateix concepte, però difereix en els detalls (per exemple, utilitza lletres en lloc de números per indicar els trasts). La conversió de tablatures de guitarra en tablatures de ukulele és un procés relativament senzill, ja que ambdós instruments tenen una afinació (estàndard) semblant. Tanmateix, hi ha algunes diferències clau que s'han de tenir en compte, especialment pel que fa al nombre de cordes i al rang de notes.
Quan s'utilitzen cercles per indicar la posició dels dits, les notes sonores estan indicades amb color blanc, el to fonamental previst amb color gris, i el to fonamental sonor amb color negre.